# Крупенский, Николай Дмитриевич
Никола́й Дми́триевич Крупе́нский (1878 — 1945) — русский политический деятель, член IV Государственной думы от Бессарабской губернии.

## Биография
Православный. Из потомственных дворян Бессарабской губернии. Крупный землевладелец Бендерского уезда (около 7700 десятин), домовладелец Кишинёва.
По окончании Александровского лицея в 1898 году состоял причисленным к канцелярии Комитета министров (затем Совета министров). С января 1909 по апрель 1910 года служил старшим сверхштатным чиновником особых поручений при бессарабском губернаторе. Дослужился до чина коллежского советника (1909).
Занимался сельским хозяйством в родной губернии. Избирался почетным мировым судьей Белецкого и Бендерских уездов.
В 1912 году был избран членом Государственной думы от Бессарабской губернии. Входил во фракцию центра, был её секретарем. Входил в Прогрессивный блок. Состоял секретарем комиссии для выработки законопроекта о печати, товарищем председателя комиссии по запросам (со 2 декабря 1916), а также членом комиссий: по народному образованию, распорядительной, библиотечной, бюджетной, по направлению законодательных предположений, финансовой, по исполнению государственной росписи доходов и расходов, по запросам, редакционной, по городским делам, по судебным реформам.
Во время Первой мировой войны состоял членом Общедворянской организации помощи больным и раненым воинам, уполномоченным передового военно-санитарного поезда № 167 этой организации. Также был особоуполномоченным Российского общества Красного Креста.
После Февральской революции был членом комиссии Временного комитета Государственной думы по принятию задержанных военных и высших гражданских чинов. 5 августа 1917 года, на заседании ВКГД, был назначен членом-заместителем В. В. Лашкевича в Особой комиссии о помиловании или смягчении участи лиц, осужденных военными и военно-морскими судами.
После Октябрьской революции в эмиграции. В 1936 году написал мемуары (не опубликованы). Умер в 1945 году в Молдавии.